# 이용진 (배우)
이용진(1958년 ~ )은 대한민국의 배우이다. 

## 출연 작품

### 드라마
- 《개국》 (1982년, KBS1) - 박불화 역
- 《여명의 그날》 (1990년, KBS1) - 가네모토 역
- 《찬란한 여명》 (1995년, KBS1) - 신철균 역
- 《용의 눈물》 (1996년, KBS1) - 이숭인, 왕진 역
- 《태조 왕건》 (2000년, KBS1) - 송악 도성 수비대장 역
- 《제국의 아침》 (2002년, KBS1) - 박승위 역
- 《야인시대》 (2002년, SBS) - 이후락 역
- 《대조영》 (2006년, KBS1) - 쿠틀룩 역
- 《연개소문》 (2006년, SBS) - 유사룡 역
- 《거침없이 하이킥!》 (2006년, MBC) - 풍파고등학교 교장 역
- 《대왕 세종》 (2008년, KBS1) - 박습 역
- 《공주의 남자》 (2011년, KBS2) - 박팽년 역